# Anomala praecoxalis
Anomala praecoxalis es una especie de escarabajo del género Anomala, familia Scarabaeidae. Fue descrita científicamente por Ohaus en 1914.
Esta especie se encuentra en varios países del continente asiático. 